# Patientskadeankenævnet
Patientskadeankenævnet er en uafhængig domstolslignende myndighed under Ministeriet for Sundhed og Forebyggelse, der fungerer som klageinstans for Patienterstatningens afgørelser. Afgørelserne vedrører erstatning til patienter, der er blevet fejlbehandlet i sundhedsvæsenet.
Nævnet blev etableret 1. juli 1992 som følge af, at patientforsikringsloven trådte i kraft.
Patientskadeankenævnet blev nedlagt som selvstændig institution 1. januar 2011, da det blev lagt ind under Patientombuddet.
| Myndighed | Spire Denne artikel om en offentlig myndighed er en spire som bør udbygges. Du er velkommen til at hjælpe Wikipedia ved at udvide den. |